# Червищі (Ленінградська область)
Червищі (рос. Червищи) — присілок у Лузькому районі Ленінградської області Російської Федерації.
Населення становить 5 осіб. Належить до муніципального утворення Ретюнське сільське поселення.

## Історія
Згідно із законом від 28 вересня 2004 року № 65-оз належить до муніципального утворення Ретюнське сільське поселення.

## Населення
| 1838 | 1862 | 1928 | 1958 | 1997 | 2007 | 2010 |
| ---- | ---- | ---- | ---- | ---- | ---- | ---- |
| 65   | ↘51  | ↗136 | ↘41  | ↘3   | →3   | ↗5   |